# Minkūnų durpynas
Minkūnų durpynas este o arie protejată (arie specială de conservare — SAC, sit de importanță comunitară — SCI) din Lituania întinsă pe o suprafață de 94,3 ha, integral pe uscat.

## Localizare
Centrul sitului Minkūnų durpynas este situat la coordonatele 55°47′19″N 25°44′23″E / 55.7886°N 25.7397°E.

## Înființare
Situl Minkūnų durpynas a fost declarat sit de importanță comunitară în martie 2009 pentru a proteja 1 specie de animale. Situl a fost protejat și ca arie specială de conservare în martie 2019.

## Biodiversitate
Situată în ecoregiunea boreală, aria protejată nu include niciun habitat protejat.
La baza desemnării sitului se află o specie protejată de  amfibieni: buhai de baltă cu burta roșie (Bombina bombina).
Pe lângă speciile protejate, pe teritoriul sitului au mai fost identificate 1 specie de plante.